# پایان جنگ
پایان جنگ (صربی: Kraj rata, Крај рата) یک فیلم جنگی یوگسلاوی به کارگردانی دراگان کرسویا است که در سال ۱۹۸۴ منتشر شد. این فیلم در پنجاه و هفتمین دوره جوایز اسکار در رده‌بندی جایزه اسکار بهترین فیلم بین‌المللی نماینده یوگسلاوی بود اما به عنوان یک نامزد پذیرفته نشد.

## داستان
در دوران پایانی جنگ جهانی دوم، یک مرد صربی همراه با پسرش دنبال کشتن پنج نفر از اعضای اوستاشه می‌روند که مادر و همسر او را شکنجه دادند و کشتند.

## بازیگران
- باتا ژیوویینوویچ
- گوریکا پوپوویچ
- الکساندر برچک
- بوگدان دیکلیچ
- ندا آرنریچ